# Свіженька
Свіже́нька (рос. Свеженькая, ерз. Свеженькая) — селище у складі Зубово-Полянського району Мордовії, Росія. Входить до складу Вишинського сільського поселення.
Населення — 201 особа (2010; 292 у 2002).
Національний склад станом на 2002 рік:
- росіяни — 71 %
- мордва — 26 %